# ¡آل-تایم کوارتربک!
¡آل-تایم کوارتربک! (به انگلیسی: ¡All-Time Quarterback!) یک پروژه موسیقی انفرادی از بن گیبارد است که به عنوان بهترین خواننده و نوازنده گیتار انتخاب شد.
بن گیبارد آلبومی به همین نام را در سال ۱۹۹۷ آغاز کرد که دو بار ضبط و پخش شد.
در سال ۲۰۰۲ دو نسخه اصلی آن توسط بارسوک رکوردز منتشر شد.

## آلبوم‌های این پروژه
- همیشه حمله (نسخه سی دی) ۱۹۹۹
- همیشه حمله (نسخه کاست) ۱۹۹۹
- همیشه حمله (آلبوم سی دی) ۲۰۰۲